# دييغو تافاريز
دييغو تافاريز (27 يوليو 1987 بلشبونة في البرتغال - ) هو لاعب كرة قدم برتغالي في مركز الهجوم. شارك مع منتخب البرتغال تحت 19 سنة لكرة القدم ومنتخب البرتغال تحت 20 سنة لكرة القدم. أما مع النوادي، فقد لعب مع إشتوريل برايا ونادي أنكونا ونادي ترنانا ونادي جنوى ونادي فروسينوني ونادي كومو ونادي لوغانو ونادي مسينا ونادي مونزا ويو أس بركوليتزه 1932 ونادي سانتا كلارا.

## وصلات خارجية
- دييغو تافاريز على موقع الاتحاد الدولي (مؤرشف)  (الإنجليزية)
- دييغو تافاريز على موقع قاعدة بيانات كرة القدم.إي يو (الإنجليزية)
- دييغو تافاريز على موقع Soccerway.com (الإنجليزية)
- دييغو تافاريز على موقع عالم كرة القدم.نت (الإنجليزية)